# Tatort: Schlaraffenland
Schlaraffenland ist ein Fernsehfilm aus der Kriminalreihe Tatort. Der erste Tatort mit Eva Mattes als Kriminalhauptkommissarin Klara Blum wurde vom SWR unter der Regie von Nina Grosse produziert und in Deutschland am 28. April 2002 zum ersten Mal ausgestrahlt. Es ist die 499. Tatortfolge.

## Handlung
Die Konstanzer Polizei ist mitten bei ihrem alljährlichen Sommerfest, als sie die Nachricht eines Leichenfundes erhält. Auf der anderen Seite des Sees wurde der zehnjährige Butz Peters tot aufgefunden. Kommissarin Klara Blum begibt sich gemeinsam mit ihrem Mann zum Ort des Geschehens, wo sie von dem Streifenbeamten Bülent Îsi empfangen wird. Er kann ihr auch schon den vermeintlichen Täter präsentieren. Der geistig zurückgebliebene Wolfi Osburg wurde neben der Leiche sitzend vorgefunden und festgehalten. Sein Vater will ihn sogleich maßregeln und schlägt mit einem Stock auf ihn ein. Blum geht dazwischen, doch Wolfi wird verletzt und soll in eine Klinik gebracht werden. Auf dem Weg dorthin überwältigt Wolfi die ihn begleitenden Personen und flieht. Dabei gelangt auch eine Polizeipistole in seinen Besitz.
Blum und ihre Kollegen gehen sofort auf die Suche nach dem Flüchtigen. Wolfis Bruder, Hanno Osburg, begleitet die Beamten, damit eine vertraute Person dabei ist. An sich gilt Wolfi nicht als gefährlich, aber zeitweise ist er dennoch unberechenbar. In seiner Not überwältigt er an einer Tankstelle eine Autofahrerin und nimmt sich ihren Wagen. Er weiß nicht, dass auf der Rückbank ein Kind schläft. Damit verschärft sich die Suche nach Wolfi und es wird Verstärkung angefordert. Das macht ihm aber solche Angst, dass er noch unberechenbarer wird. Blum lässt die Verfolgung abbrechen, um das Mädchen im Auto nicht unnötig in Gefahr zu bringen. Zwischen Klara Blum und ihrem Mann gibt es dabei Differenzen. Der seit den letzten Jahren nur noch Innendienst gewöhnte Martin hatte sich von Wolfi überwältigen und auch die Pistole abnehmen lassen. Demzufolge zweifelt er selber an seinen Fähigkeiten als Polizist.
Dem Fluchtwagen geht mittlerweile das Benzin aus und Wolfi flieht mit dem Kind zu Fuß weiter. So langsam wird es dunkel und die Feuer der Obstbauern, die seit Tagen ihre vom Feuerbrand infizierten Bäume verbrennen müssen, machen Wolfi Angst. Sein Bruder nutzt dies und lockt Wolfi zu sich. Er versteckt ihn vor der Polizei, die derweil das Mädchen unversehrt an in einer Schafherde findet.
Martin Blum war schon am Nachmittag ins Revier zurückgekehrt und hatte dort erfahren, dass die Obstbauern Wolfis Vater angezeigt hatten. Sie beschuldigen ihn, ihre Obstbäume mit Feuerbranderregern infiziert zu haben, um sein marodes Unternehmen durch den Verkauf seiner Pflanzenschutzmittel zu sichern. Die zuständige Behörde hatte eine Untersuchung bei Heinz Osburg angemeldet. Kurzentschlossen begibt sich Martin Blum zu Osburgs Hof, sichert die Erregerkulturen, versiegelt den Hof und lässt Osburg festnehmen. Er vermutet, dass der kleine Butz Osburg bei seinen illegalen Tätigkeiten beobachtet und dieser ihn daraufhin zum Schweigen gebracht hatte. Auf dem Rückweg zum Revier trifft Martin Blum auf Hanno Osburg, der Wolfi die Pistole abgenommen hat und nun damit Blum erschießt, als er von ihm erfährt, dass sein Vater festgenommen wurde. Martin Blum schlussfolgerte zuvor richtig, dass nicht sein gehbehinderter Vater sondern nur Hanno selbst der Mörder des Jungen sein kann
Klara Blum, die inzwischen auf der Suche nach ihrem Mann ist, wird von Hanno Osburg aufgehalten. Er behauptet, sein Bruder würde wild um sich schießen und sie sollte unbedingt mitkommen. So bringt er sie in seine Gewalt. Zusammen mit Wolfi will er sie umbringen und in den Bodensee werfen. Dem rechtzeitigen Eintreffen von Bülent Îsi, der ihren Hilferuf über Funk gehört hatte und Wolfi selbst verdankt Blum teilweise ihr Leben. Sie hatte so lange auf Wolfi eingeredet, dass sich dieser schließlich gegen seinen Bruder wendet. Der ambitionierte Streifenpolizist Îsi hatte ihre versteckte Botschaft an ihn schließlich doch verstanden und die Wasserschutzpolizei Konstanz alarmiert. Am Schluss fahren beide im Morgengrauen mit dem Polizeiboot über den Bodensee.

## Hintergrund
In Schlaraffenland klärt Blum erstmals im Tatort einen Fall auf. Ihr Mann, Steinert und Îsi ermitteln hier an ihrer Seite, bevor sie 2004 in Kai Perlmann ihren durchgehenden Ermittler gefunden hat. Die Rolle einer Kommissarin war für Eva Mattes „ein Sprung ins kalte Wasser“. Sie hatte zugegeben, bis vor kurzem keinen einzigen Tatort gesehen zu haben.

## Rezeption

### Einschaltquoten
Die Erstausstrahlung von Schlaraffenland am 28. April 2002 wurde in Deutschland von 9,26 Millionen Zuschauern gesehen und erreichte einen Marktanteil von 26,60 Prozent für Das Erste.

### Kritiken
Rainer Tittelbach von tittelbach.tv nennt diesen Tatort „harmlos“. „Ein toter Junge unter einem Apfelbaum. Dazu der phänomenalste Sonnenaufgang, den ein Fernsehkrimi je gesehen hat. Ein stimmiger Beginn für einen Film, der auch in der Folgezeit immer wieder versucht, das Grässliche mit dem Poetischen kurzzuschließen. Klara Blum ist zum einen eine Frau, die fest mit beiden Beinen auf dem schwäbischen Boden steht; zum anderen ist sie ein Mensch der Intuition, der Psychologie, eine Frau, die lieber nicht den ganzen Polizeiapparat auffährt. Eine Urmutter, die alles Männliche überstrahlt.“